# Sold (album Boya George’a)
Sold – debiutancki album brytyjskiego piosenkarza Boya George'a wydany w roku 1987. Album był wielkim sukcesem w Europie i skromnym sukcesem w Wielkiej Brytanii, ale nie sprzedawał się w Stanach Zjednoczonych, ponieważ George nie był w stanie koncertować i promować go tam z powodu ograniczeń związanych z narkotykami, więc dotarł tylko do 145 miejsca na amerykańskiej liście Billboard 200. Sold został wydany po rozpadzie zespołu George'a Culture Club w 1986 roku i jego późniejszym wyzdrowieniu z uzależnienia od narkotyków. W Wielkiej Brytanii uplasował się na 24 miejscu oficjalnej listy UK Album Chart. 10 listopada 1987 uzyskał status srebrnej przyznany przez British Phonographic Industry za sprzedaż 60 000 egzemplarzy. Po sukcesie pierwszego singla „Everything I Own” z albumu ukazały się trzy kolejne single: „Keep Me in Mind”, tytułowy utwór „Sold” oraz „To Be Reborn”.

## Lista utworów

### LP
| Side A | Side A             | Side A                       | Side A  |
| Nr     | Tytuł utworu       | Autorzy                      | Długość |
| ------ | ------------------ | ---------------------------- | ------- |
| 1.     | „Sold”             | O'Dowd / Martin / Dozier     | 3:52    |
| 2.     | „I Asked For Love” | O'Dowd / Dozier              | 4:44    |
| 3.     | „Keep Me In Mind”  | O'Dowd / Nightingale / Brown | 4:06    |
| 4.     | „Everything I Own” | Gates                        | 3:53    |
| 5.     | „Freedom”          | O'Dowd / Martin / Stevens    | 3:49    |

| Side B | Side B                                 | Side B                                                                | Side B  |
| Nr     | Tytuł utworu                           | Autorzy                                                               | Długość |
| ------ | -------------------------------------- | --------------------------------------------------------------------- | ------- |
| 1.     | „Just Ain't Enough”                    | O'Dowd / Dozier                                                       | 4:18    |
| 2.     | „Where Are You Now (When I Need You?)” | O'Dowd / Skinner / Stevens / Martin / Nightingale / Maidman / Wickens | 4:16    |
| 3.     | „Little Ghost”                         | Mooney / Pirroni                                                      | 3:14    |
| 4.     | „Next Time”                            | Lasley                                                                | 3:27    |
| 5.     | „We've Got The Right”                  | O'Dowd / Stevens / Martin                                             | 3:45    |
| 6.     | „To Be Reborn”                         | O'Dowd / Dozier                                                       | 4:30    |

### CD
| Nr  | Tytuł utworu                           | Autorzy                                                               | Długość |
| --- | -------------------------------------- | --------------------------------------------------------------------- | ------- |
| 1.  | „Sold”                                 | O'Dowd / Martin / Dozier                                              | 3:55    |
| 2.  | „I Asked For Love”                     | O'Dowd / Dozier                                                       | 4:43    |
| 3.  | „Keep Me In Mind”                      | O'Dowd / Nightingale / Brown                                          | 4:05    |
| 4.  | „Everything I Own”                     | Gates                                                                 | 3:53    |
| 5.  | „Freedom”                              | O'Dowd / Martin / Stevens                                             | 3:49    |
| 6.  | „Just Ain't Enough”                    | O'Dowd / Dozier                                                       | 4:18    |
| 7.  | „Where Are You Now (When I Need You?)” | O'Dowd / Skinner / Stevens / Martin / Nightingale / Maidman / Wickens | 4:17    |
| 8.  | „Little Ghost”                         | Mooney / Pirroni                                                      | 3:14    |
| 9.  | „Next Time”                            | Lasley                                                                | 3:28    |
| 10. | „We've Got The Right”                  | O'Dowd / Stevens / Martin                                             | 3:47    |
| 11. | „To Be Reborn”                         | O'Dowd / Dozier                                                       | 4:26    |

## Miejsca na listach przebojów
| Lista                             | Pozycja |
| --------------------------------- | ------- |
| Szwajcaria (Schweizer Hitparade)  | 15      |
| Holandia (Album Top 100)          | 51      |
| Szwecja (Sverigetopplistan)       | 18      |
| Norwegia (VG-lista Topp 40 Album) | 15      |
| Włochy (FIMI)                     | 4       |
| UK (Official Charts Company)      | 24      |
| USA (Billboard 200)               | 145     |